# Ефрем Новоторжский
Ефрем Новоторжский (80-е годы X века, Венгрия — 28 января 1053, Новгородский Торг, ныне Торжок в Тверской области) — основатель Борисоглебского мужского монастыря, преподобный православной церкви в Соборе Новгородских святых.
Память — 28 января (10 февраля), 11 июня (24 июня), в 3-ю неделю по Пятидесятнице.
Имел венгерское происхождение, был старшим братом Моисею Угрину и Георгию Угрину. Предполагается, что родился примерно в 80-х годах X века. В начале XI века братья выехали из Венгрии и переселились на Русь, служили у ростовского князя Бориса. Ефрем у князя служил конюшим, а после его гибели оставил службу. На месте гибели своего брата Георгия в 1015 году, который защищал князя Бориса, Ефрем обнаружил голову брата и хранил её у себя до конца своих дней.
Ефрем, после гибели брата, отправился в Новгородскую землю. Возле Торжка основал странноприимный дом. Потом в 1038 году заложил мужской монастырь во имя святых князей Бориса и Глеба, в котором стал настоятелем. Был похоронен в Борисоглебской церкви.
Согласно житийной легенде, 11 июня 1572 года при новгородском архиепископе Леонидом были найдены нетленными мощи святого Ефрема. При московском митрополите Дионисии был канонизирован (примерно в 1584—1587 годах), после чего была составлена служба по святому. Согласно православным авторам, с этим преподобным связан ряд чудес, в том числе заступничество Торжка в годы Смутного времени. Одним из его учеников был преподобный Аркадий.
Известно его житие, но древнейший вариант до нас не дошёл. После нахождения останков святого Ефрема в XVI веке, появилась новая редакция жития, а в XVII веке новая его переработка. Житие дошло до нас в поздних вариантах XVII — начала XIX века, и с авторством не всё ясно. Филарет считал, что оно было написано Иоасафом в 1572 году. С этим не был согласен Василий Ключевский, делая упор на XVII веке, так как последнее изложение чуда, относившаяся к 1647 году, было описано современником.